# Liste der Mitglieder der Landespräsidien (Freistaat Lippe)
Liste der Mitglieder des lippischen Landespräsidiums 1919–1945, des Volks- und Soldatenrates 1918–1919 sowie des Landesrates 1945–1946. Für die Mitglieder der eigentlichen Landesregierung von 1945 bis 1947, siehe Kabinett Drake VIII.

## Mitglieder des Volks- und Soldatenrates (November 1918 – Februar 1919)
| Name                             | Partei | Position                                                  |
| -------------------------------- | ------ | --------------------------------------------------------- |
| Clemens Becker                   | SPD    | Volksrat, Vorsitzender                                    |
| Max Staercke                     | DDP    | Volksrat, 2. Vorsitzender                                 |
| Heinrich Drake                   | SPD    | Volksrat, Schriftführer                                   |
| Gustav Biesemeier                | DDP    |                                                           |
| A. Flohr                         | USPD   | Volksrat                                                  |
| August Schmuck                   | SPD    | Volksrat                                                  |
| Adolf Neumann-Hofer              | DDP    | Volksrat                                                  |
| A. Otte                          | DDP    | Volksrat, als Vertreter für Adolf Neumann-Hofer           |
| Heinrich Pieper                  | SPD    | Volksrat                                                  |
| K. Ziegenbein                    | SPD    | Volksrat, bis 20. Dezember                                |
| Wilhelm Meier                    | SPD    | Volksrat, ab 20. Dezember                                 |
| Hauptmann W. Müller              |        | Soldatenrat, Vorsitzender bis 3. Dezember                 |
| Unteroffizier Wagner             |        | Soldatenrat, 2. Vorsitzender, Vorsitzender ab 3. Dezember |
| Vizefeldwebel Köhler             |        | Soldatenrat, Schriftführer                                |
| Reservist Frisch                 |        | Soldatenrat                                               |
| Musketier Hagemann               |        | Soldatenrat                                               |
| Hauptmann von Keiser             |        | Soldatenrat                                               |
| Vizefeldwebel Oßiek oder Ohrsiek |        | Soldatenrat                                               |
| Musketier Rothenberg             |        | Soldatenrat                                               |
| Unteroffizier Sobik              |        | Soldatenrat                                               |
| Sergeant Wissemborski            |        | Soldatenrat                                               |

Einige weitere Personen traten auf einzelnen Sitzungen als Mitglied auf. B. Kolscher (Bund Lippischer Kriegsbeschädigter), Landermann, Gutsbesitzer Windmeier Vizefeldwebel Piepho, Musketier Rosenberg, Musketier Rohmann, Musketier Schmitt, Musketier Dahlhof und Unteroffizier Gieselmann.

## Mitglieder deslippischen Landespräsidiums(1919–1945)

### 12. Februar 1919 bis Dezember 1920
| Name                | Partei | Position          |
| ------------------- | ------ | ----------------- |
| Clemens Becker      | SPD    | Ministerpräsident⁠ |
| Heinrich Drake      | SPD    | Staatsrat         |
| Adolf Neumann-Hofer | DDP    | Staatsrat         |

### 17. Dezember 1920 bis 8. Juni 1921
| Name                | Partei | Position          |
| ------------------- | ------ | ----------------- |
| Heinrich Drake      | SPD    | Ministerpräsident |
| Adolf Neumann-Hofer | DDP    | Staatsrat         |
| Richard Müller      | DVP    | Staatsrat         |

### 14. Juni 1921 bis Februar 1925
| Name                | Partei | Position          |
| ------------------- | ------ | ----------------- |
| Heinrich Drake      | SPD    | Ministerpräsident |
| August Schmuck      | SPD    | Staatsrat         |
| Adolf Neumann-Hofer | DDP    | Staatsrat         |

### 20. Februar bis 1. Oktober 1925
| Name           | Partei    | Position          |
| -------------- | --------- | ----------------- |
| Heinrich Drake | SPD       | Ministerpräsident |
| Rudolf Müller  | parteilos | Staatsrat         |
| August Böhmer  | parteilos | Staatsrat         |

### 1. Oktober 1925 bis 10. März 1926
| Name              | Partei | Position          |
| ----------------- | ------ | ----------------- |
| Heinrich Drake    | SPD    | Ministerpräsident |
| Gustav Biesemeier | Gwb 1  | Staatsrat         |
| Max Staercke      | HuG 2  | Staatsrat         |

### 10. März 1926 bis 24. Januar 1929
| Name           | Partei | Position          |
| -------------- | ------ | ----------------- |
| Heinrich Drake | SPD    | Ministerpräsident |
| Fritz Geise    | DDP    | Staatsrat         |
| Max Staercke   | HuG    | Staatsrat         |

### 24. Januar 1929 bis 7. Februar 1933
| Name                                                       | Partei        | Position          |
| ---------------------------------------------------------- | ------------- | ----------------- |
| Heinrich Drake                                             | SPD           | Ministerpräsident |
| Fritz Geise (bis Herbst 1930) Hermann Petri (ab 3.11.1930) | DDP parteilos | Staatsrat         |
| Arnold Theopold                                            | VRP           | Staatsrat         |

### 7. Februar bis Mai 1933
| Name              | Partei    | Position                                               |
| ----------------- | --------- | ------------------------------------------------------ |
| Ernst Krappe      | NSDAP     | Ministerpräsident                                      |
| Adolf Wedderwille | NSDAP     | Stellv. Ministerpräsident, de facto Kopf des Kabinetts |
| Wilhelm Klöpper   | parteilos | Staatsrat                                              |

### 23. Mai 1933 bis 1936
| Name                | Partei | Position                               |
| ------------------- | ------ | -------------------------------------- |
| Hans-Joachim Riecke | NSDAP  | Landespräsident, später Staatsminister |
| Adolf Wedderwille   | NSDAP  | Stellvertreter                         |

### 1936 bis April 1945
| Name              | Partei | Position                   |
| ----------------- | ------ | -------------------------- |
| Alfred Meyer      | NSDAP  | Führer der Landesregierung |
| Adolf Wedderwille | NSDAP  | Stellvertreter             |

## Mitglieder des Landesrates 1945–1946
| Name                   | Gruppe                             | Beruf                                     | Ort                | Partei |
| ---------------------- | ---------------------------------- | ----------------------------------------- | ------------------ | ------ |
| Richard Moes           | Bürgermeister                      | Bürgermeister, vormals Verwaltungsbeamter | Detmold            | CDU    |
| Gustav Hagemann        | Bürgermeister                      | Rektor und Bürgermeister                  | Hörste             |        |
| Heinrich Klocke        | Industrie & Gewerbe / Arbeitgeber  | Tischlermeister                           | Rischenau          | CDU    |
| Erich Kükenhöner       | Landwirtschaft / Arbeitnehmer      | Landarbeiter                              | Heiden             |        |
| Heinrich Sölter        | Bürgermeister                      | Postschaffner und Bürgermeister           | Barntrup           | SPD    |
| Heinrich Gottenströter | Industrie & Gewerbe / Arbeitnehmer | Gewerkschaftssekretär                     | Heidenoldendorf    | SPD    |
| Fritz Höfer            | Bürgermeister                      | Bauer und Bürgermeister                   | Brosen             |        |
| Wilhelm Tölle          | Landwirtschaft / Arbeitgeber       | Bauer                                     | Humfeld            | CDU    |
| August Blanke          | Landwirtschaft / Arbeitnehmer      | Landarbeiter                              | Holzhausen/Sylbach | SPD    |
| Heinrich Kampmeier     | Industrie & Gewerbe / Arbeitnehmer | Schlosser                                 | Detmold            |        |
| Heinrich Braband       | Landwirtschaft / Arbeitgeber       | Landwirt                                  | Ullenhausen        |        |
| Alex Hofmann           | Industrie & Gewerbe / Arbeitgeber  | Fabrikant                                 | Detmold            | CDU    |

Quellen: 

## Weblink
- Überblick über die Landespräsidien des Freistaates Lippe